# Ultrarealisti
Con il termine ultrarealisti (dal francese ultraroyalistes), correntemente chiamati ultras (da cui ultracisme, espressione a volte usata per il movimento), si indicavano gli appartenenti monarchici conservatori. Costoro propugnavano il ripristino integrale della monarchia assoluta dei Borbone nel periodo della Restaurazione in Francia (1814-1830).
Essi erano fortemente controrivoluzionari, sostenendo la tradizionale divisione gerarchica delle classi sociali, e pur non volendo ripristinare del tutto l'ancien régime, erano favorevoli al diritto divino dei re, contrari ad ogni forma di sovranità popolare, all'egualitarismo, al secolarismo e alla monarchia parlamentare, nonché ostili agli interessi della borghesia e alle sue tendenze liberali e democratiche. Sostenevano una forma di suffragio ristretto censitario, per poter utilizzare la struttura costituzionale francese ai fini politici e sociali che rappresentavano, principalmente gli interessi della casa reale, della nobiltà, della Chiesa cattolica, degli ex emigrati e dei proprietari terrieri. Inoltre avevano il consenso degli abitanti delle zone rurali maggiormente monarchiche e tradizionaliste, come la Vandea.

## Storia

### Le origini
Essi si presentarono come forza politica la prima volta alle elezioni legislative del 1797 sotto il Direttorio, tentando la via legale dopo il fallimento dell'insurrezione del 13 vendemmiaio anno IV e il fallito sbarco a Quiberon durante la seconda guerra di Vandea, come richiesto da Luigi XVIII con il proclama del 10 marzo, ma la spaccatura con la parte costituzionalista del club di Clichy, composta anche da ex Foglianti e favorevole al ritorno al 1791, nonché perplessa riguardo ai contenuti del proclama, ritenuto troppo simile alla dichiarazione di Verona, indebolì il fronte monarchico. I cosiddetti jacobins blanc, i futuri ultras, guidati da Jean-Louis Gibert des Molières, non ottennero alcun seggio mentre i clichiani ebbero un buon risultato, vanificato dal colpo di Stato del 18 fruttidoro. Anche des Molières fu deportato in Guyana francese con diversi monarchici di Clichy, e lì morì nel 1799.
I monarchici più estremi ebbero però il 16% dei voti, sotto la guida di Jean-Claude Fabre de l'Aude, alle elezioni del 1799 vinte dai giacobini del club del Maneggio, ma solo con la Prima Restaurazione ottennero grande influenza, dato che il Consiglio dei Cinquecento fu sciolto poco dopo con il colpo di Stato del 18 brumaio che istituì il Consolato bonapartista. Sotto l'impero furono duramente repressi da Napoleone Bonaparte con le altre opposizioni dopo aver organizzato attentati. Il principale fu l'attentato della rue Saint-Nicaise effettuato del 24 dicembre 1800, di cui vennero ufficialmente incolpati i giacobini, ma che portò, alcuni anni più tardi, il 21 marzo 1804, alla fucilazione del duca d'Enghien, sospettato di aver preso parte al complotto realista di Georges Cadoudal volto ad eliminare Bonaparte e restaurare la monarchia assoluta con Carlo X. Dopodiché le continue vittorie dell'imperatore dei Francesi assopirono l'opposizione realista, sino al trattato di Fontainebleau dell'11 aprile 1814.

### Gli anni della Restaurazione

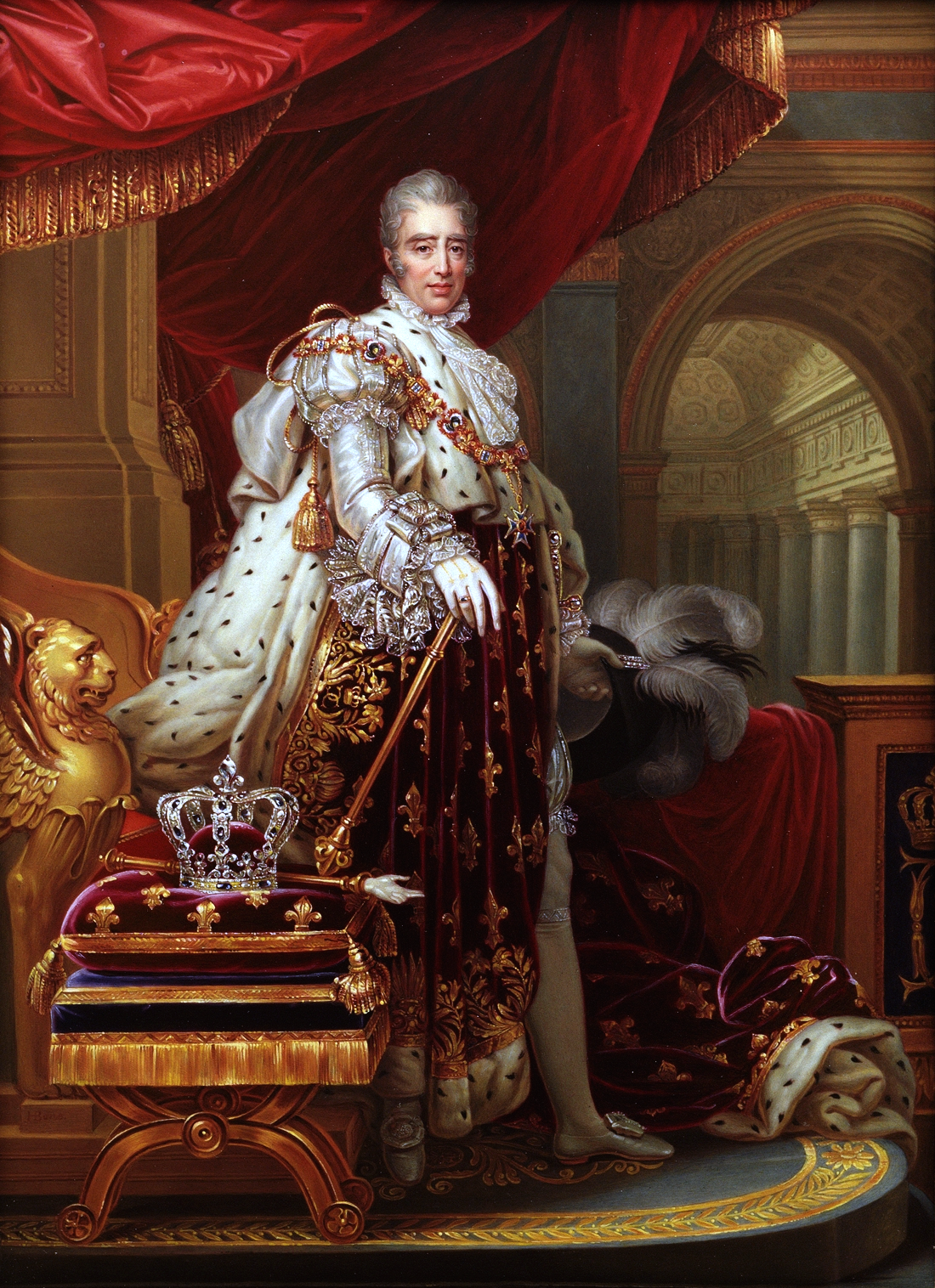
Carlo X

Essi ripresero forza quando Carlo, conte d'Artois entrò a Parigi al momento della prima Restaurazione come reggente per Luigi XVIII, suo fratello, ancora all'estero. Dopo i cento giorni e la seconda Restaurazione, accrebbero lentamente la loro influenza sulla politica francese. Durante il Terrore bianco del 1815, ricomparvero le bande armate realiste dei verdets, dai nastri di colore verde che portavano in omaggio al colore simbolo del conte d'Artois, in contrasto con la politica pacificatrice di Luigi XVIII e Talleyrand.
Gli ultrarealisti propugnavano un ritorno all'ancien régime, seppur non integrale, col ripristino del feudalesimo e degli Stati, un rafforzamento della nobiltà e un potere autoritario del re. Essi si opponevano alle idee liberali, repubblicane e democratiche. All'epoca del ristabilimento della monarchia, gli ultras erano perfino più estremi di Luigi XVIII. Quest'ultimo infatti, costretto dallo zar Alessandro I di Russia, aveva dovuto temperare la restaurazione dell'ancien régime perché essa potesse essere accettabile per la popolazione. Gli ultras riuscirono a strappare alcune leggi, come l'esilio per i regicidi nel 1816.
Gli ultras si presentarono allora come "più realisti del re", appoggiando il fratello del sovrano, Carlo, il quale, pur tenendosi ufficialmente lontano dalla politica, ben presto divenne segretamente il capo del partito ultrarealista. Infine, nel 1824, alla morte di Luigi XVIII, salì al potere con il nome di Carlo X, ciò che segnò il momento di maggior potenza degli ultra-realisti. Essi fecero votare ad esempio la legge sul sacrilegio, la restituzione dei beni o un risarcimento di 1 miliardo agli emigrati, la conquista coloniale dell'Algeria, per terminare con l'imposizione delle ordinanze di Saint-Cloud, che furono la scintilla della rivoluzione di luglio. Non riuscirono a reintrodurre invece il maggiorascato.
Il loro peso politico nel corso della Restaurazione fu dovuto in parte anche a leggi elettorali largamente a loro favore. Alcuni, come il Villèle, non si opponevano ad una moderata costituzione, accettata in minima parte anche dallo stesso Carlo X cercando ovviamente solo di adattarla al pensiero assolutista, ma erano tutti nettamente antiliberali e reazionari.
Gli ideologi del movimento sono considerati i filosofi Joseph de Maistre, sabaudo, e Louis de Bonald.

## Persone associate
- Luigi XVIII di Francia
- Carlo X di Francia
- Jules de Polignac
- Armand de Polignac
- Jean-Baptiste Guillaume Joseph, conte di Villèle
- Carlo Ferdinando di Borbone-Francia
- Luigi Antonio di Borbone-Francia
- Maria Teresa Carlotta di Borbone-Francia
- Carolina di Borbone-Due Sicilie
- Jean-Claude Fabre de l'Aude
- Jean-Louis Gibert des Molières
- Casimir-Louis-Victurnien de Rochechouart de Mortemart
- François-René de Chateaubriand (per un periodo)
- Alphonse de Lamartine (in gioventù)
- Sosthènes de La Rochefoucauld
- Édouard de Fitz-James
- Vincent-Marie Viénot de Vaublanc
- François-Régis de La Bourdonnaye
- Luigi Giuseppe di Borbone-Condé
- Luigi VI Enrico di Borbone-Condé
- Luigi Antonio di Borbone-Condé, duca d'Enghien
- Georges Cadoudal
- Louis de Bonald
- Zoé Talon (Madame du Cayla)
- Eugène François d'Arnauld
- Élisabeth Vigée Le Brun

## Gli anni successivi

Lo stendardo dell'incoronazione di Carlo X

L'influenza di questo gruppo, che costituiva la forza politica preponderante durante la Restaurazione, specialmente dopo la morte del duca di Berry nel 1820, diminuì considerevolmente sotto il regno di Luigi Filippo I, la cosiddetta "Monarchia di Luglio" (1830-1848).
Dopo la Restaurazione, il termine ultrarealista nell'accezione originaria scomparve, sostituito dall'espressione "legittimista" in opposizione a quella orleanista. Tuttavia, nella successiva storia politica di Francia la parola ultras acquistò anche un significato più generico, indicando chi, da posizioni di estrema destra, si faceva sostenitore di tesi autoritarie e reazionarie che sfociavano spesso nel nazionalismo o nell'integralismo religioso.
Il movimento legittimista fu in seguito guidato dal pretendente Enrico, conte di Chambord (Enrico V), che tentò di riconquistare il popolo alla causa monarchica, fino alla sua morte nel 1883, quando la maggioranza dei monarchici si unì all'orleanismo dinastico, e la causa realista fu portata avanti politicamente principalmente da partiti ultraconservatori e nazionalisti come l'Action française.